# Bandžarština
Bandžarština (bahasa Banjar) je austronéský jazyk, kterým mluví kolem 6 miliónů Bandžarců, domorodých obyvatel jižního Kalimantanu v Indonésii. Protože Bandžarci jsou obchodníci, s obchodem a stěhováním rozšířili jazyk také do jiných částí Indonésie.
Bandžarština se používá ve 3 ze 4 provincií Kalimantanu, kde je považována za lingua franca: Jižní Kalimantan, Východní Kalimantan a Střední Kalimantan. V Západním Kalimantanu se používá častěji malajština.

## Dialekty
Bandžarština má hodně společných slov s malajštinou a jávánštinou, ačkoliv existují také jejich bandžarské ekvivalenty.
Bandžarština má 2 hlavní nářečí: hornoříční nářečí (Banjar Hulu) a dolnoříční nářečí (Banjar Kuala), které se liší hlavně ve fonologii a lexikologii.
Banjar Hulu má 4 samohlásky: /i/, /i:/, /u:/ a /a/.
Banjar Kuala má podobně jako indonéština 5 samohlásek /a, i, u, e, o/.

## Příklady

### Číslovky
| Banjarsky | Česky |
| satu      | jeden |
| dua       | dva   |
| tiga      | tři   |
| ampat     | čtyři |
| lima      | pět   |
| anam      | šest  |
| tujuh     | sedm  |
| dalapan   | osm   |
| sambilan  | devět |
| sapuluh   | deset |